# Patalione Kanimoa
Patalione Kanimoa est un homme politique français de Wallis-et-Futuna et roi coutumier de l'île de Wallis. Il est élu à l'Assemblée territoriale de Wallis-et-Futuna sur la liste du RPWF-UMP. Du 22 janvier 2001 au 22 février 2005, Patalione Kanimoa est président de l'Assemblée territoriale. Il exerce cette fonction pendant quatre ans et un mois, avant d'être remplacé par Albert Likuvalu. De 2010 à 2015, il est membre du Conseil économique, social et environnemental de la collectivité d'outre-mer. Depuis 2016, il est le roi coutumier (lavelua) d'Uvea.

## Biographie

### Parcours politique
Chargé de mission au service des statistiques, il devient membre du Conseil économique, social et environnemental pour la mandature 2010-2015. Il est élu à l'assemblée territoriale sur la liste « UMP-Taofi ke mau pea sio mamao », à Hahake. 
Il a été président de l'Assemblée territoriale des îles Wallis et Futuna à compter de janvier 2001 jusqu'à son remplacement par Albert Likuvalu en 2005.

### Roi d'Uvéa
Lors de l'intronisation du 52e roi, se manifestent de vives disputes à Uvea, deux rois rivaux pouvant accéder au trône. Tominiko Halagahu, rival de Patalione Kanimoa, est issu d'une famille royale qui remonte à l'époque précoloniale. Les chefs des districts d'Uvea, et des villages d'Uvea, annoncent que Tominiko Halagahu comme le nouveau roi d'Uvea après une vacance de deux ans créée par la déposition du dernier Lavelua, Kapeliele Faupala. Tominiko Halagahu finit par être intronisé le 15 avril 2016. 
Cependant, d'autres familles royales déclarent qu'elles ne reconnaissent pas la décision des chefs, affirmant que les familles royales sont responsables de la nomination du nouveau roi et que les chefs organisent l'intronisation et non l'inverse. Parmi les familles opposées à la nomination figurent la famille de Tomasi Kulimoetoke II, qui a régné de 1959 jusqu'à sa mort en 2007. Ils proposent Patalione Kanimoa, qui est intronisé par les familles royales le 17 avril 2016. L'administrateur supérieur chargé de la zone explique aux médias locaux que l'État ne s'engage pas sur les actions locales et traditionnelles. Cependant, la France commande deux émissaires de Nouvelle-Calédonie à Uvéa pour assurer la sécurité. En conséquence, le 3 juin 2016, Patalione Kanimoa est reconnu comme le nouveau roi d'Uvea, l'administration du territoire publie au Journal officiel de Wallis-et-Futuna sa reconnaissance en tant que Lavelua,. L'intervention de l’État français est sévèrement critiquée, notamment par le président de l'Assemblée territoriale de Wallis et Futuna, Mikaele Kulimoetoke[réf. nécessaire].